# Budne (województwo podlaskie)
Budne – wieś w Polsce położona w województwie podlaskim, w powiecie monieckim, w gminie Goniądz.
W latach 1975–1998 miejscowość administracyjnie należała do województwa łomżyńskiego.
W miesiącach sierpień-wrzesień 1944 wieś została wysiedlona przez Wehrmacht. Mężczyzn wysłano na roboty przymusowe do Niemiec.
Do 2006 r. istniał przysiółek Budne-Żarnowo, (włączony do wsi Budne) oraz gajówka: Gajówka i przysiółek: Popławy (nazwy zniesione).
Urodzeni
- Szymon Budny –  pisarz i teolog braci polskich
- Józef Marceli Dołęga – profesor nauk humanistycznych, ksiądz rzymskokatolicki
- Paweł Danowski – polski nauczyciel, działacz chłopski, polityk, poseł na Sejm w II RP

Wierni kościoła rzymskokatolickiego należą do parafii Wniebowstąpienia Pańskiego w Osowcu.